# (2229) Mezzarco
(2229) Mezzarco es un asteroide perteneciente al cinturón de asteroides, descubierto el 7 de septiembre de 1977 por Paul Wild desde el Observatorio de Berna-Zimmerwald, Berna, Suiza.

## Designación y nombre
Designado provisionalmente como 1977 RO. Fue nombrado Mezzarco en homenaje a la palabra que traducido del italiano significa "medio arco".